# Jürgen Dürrschmidt
Jürgen Dürrschmidt (* 23. Februar 1954 in Zwickau) ist ein deutscher Politiker der Partei Die Linke. Er war von 1990 bis 2004 Abgeordneter der PDS im Landtag von Sachsen. An der TU Dresden war er inoffizieller Mitarbeiter der DDR-Staatssicherheit gewesen.

## Leben
Dürrschmidt besuchte bis 1973 ein Gymnasium (die EOS „Artur Becker“ in Wilkau-Haßlau) und absolvierte nach dem Abitur von 1973 bis 1977 ein Studium zum Diplom-Ingenieur an der TU Dresden. Danach arbeitete er bis 1980 an der TU Dresden und bildete sich danach bis 1985 an der Akademie für Gesellschaftswissenschaften zum Diplom-Kulturwissenschaftler weiter. Von 1985 bis zu seinem Einzug in den Landtag von Sachsen 1990 arbeitete er als Instrukteur für den Parteiapparat der SED in Zwickau.

## Politik
Dürrschmidt trat 1970 der SED bei. Er war von 1968 bis 1984 Mitglied der FDJ und von 1968 bis 1990 der DSF. Im Jahr 1990 trat er der PDS bei. Er war von 1990 bis 1994 Gemeindevertreter in Cainsdorf und Mitglied des Kreistags im Landkreis Zwickauer Land. Bei der Landtagswahl in Sachsen 1990 wurde er über die Landesliste in den Landtag gewählt, dem er bis zum Ende der dritten Wahlperiode 2004 angehörte. Von 2009 bis 2014 war er für die Fraktion Die Linke Stadtrat von Zwickau und zugleich stellvertretender Fraktionsvorsitzender. Er war Mitglied im Haupt-, Verwaltungs- und Rechnungsprüfungsausschuss der Stadt sowie Mitglied im Aufsichtsrat der Städtischen Verkehrsbetriebe.

## Inoffizielle Stasi-Tätigkeit
Nach seiner Studienzeit von 1977 bis 1981 war Dürrschmidt als Inoffizieller Mitarbeiter für das Ministerium für Staatssicherheit tätig, während er an der TU Dresden die Funktion eines hauptamtlichen FDJ-Funktionärs ausübte.